# Tsvetan Genkov
Tsvetan Genkov est un footballeur bulgare né le 8 août 1984.
Il occupe actuellement le poste d'attaquant dans le club Turc du Denizlispor.

## Biographie
Né à Mezdra (Bulgarie), tout d'abord adepte de l'athlétisme, il a commencé sa carrière dans le club local du Lokomotiv Mezdra à l'âge de 17 ans. Il a ensuite évolué au sein du Lokomotiv Sofia avec lequel il parvint à atteindre la quatrième place du championnat et décrocher la qualification pour la coupe de l'UEFA en 2006-2007. Pendant la qualification, Genkov inscrit quatre buts en six matchs. Après avoir été le meilleur buteur du championnat bulgare en 2006-2007 avec 27 réalisations, il signe un contrat de quatre ans avec le Dynamo Moscou pour 1,8 million d'euros.
En février 2011, il signe pour le club polonais du Wisła Cracovie
En 2013,il signe avec le club bulgare du Levski Sofia et en 2014,il rejoint le club turc de Denizlispor.
Il est actuellement membre de l'équipe nationale bulgare et joua dans le passé pour l'équipe nationale espoirs.

## Palmarès
- Champion de Pologne : 2011

## Statistiques
| Saison      | Club                 | Pays           | Championnat         | Coupes nationales | Coupes continentales | Sélection Bulgarie |
| ----------- | -------------------- | -------------- | ------------------- | ----------------- | -------------------- | ------------------ |
| 2001 - 2002 | PFC Lokomotiv Mezdra | Championnat D3 | 12 matchs / 1 but   | -                 | -                    | -                  |
| 2002 - 2003 | PFC Lokomotiv Mezdra | Championnat D3 | 30 matchs / 14 buts | -                 | -                    | -                  |
| 2003 - 2004 | PFC Lokomotiv Mezdra | Championnat D3 | 30 matchs / 24 buts | 3 matchs / 1 but  | -                    | -                  |
| 2004 - 2005 | Lokomotiv Sofia      | Ligue A        | 30 matchs / 12 buts | 1 match / 1 but   | -                    | -                  |
| 2005 - 2006 | Lokomotiv Sofia      | Ligue A        | 27 matchs / 11 buts | 1 match           | -                    | 6 matchs           |
| 2006 - 2007 | Lokomotiv Sofia      | Ligue A        | 29 matchs / 27 buts | 2 matchs / 1 but  | 6 matchs / 4 buts    | 3 matchs           |
| 2007        | FC Dynamo Moscou     | Premier-Liga   | 9 matchs            | 1 match / 1 but   | -                    | 1 match            |
| 2008        | FC Dynamo Moscou     | Premier-Liga   | 23 matchs / 4 buts  | 2 matchs          | -                    | 1 match            |
| 2009        | FC Dynamo Moscou     | Premier-Liga   | 5 matchs            | 2 matchs          | -                    | -                  |
| 2009-2010   | Lokomotiv Sofia      | Ligue A        | 13 matchs / 4 buts  | -                 | -                    | -                  |
| 2010 - 2011 | Lokomotiv Sofia      | Ligue A        | 13 matchs / 11 buts | 1 match           | -                    | -                  |
| 2010 - 2011 | Wisła Cracovie       | Ekstraklasa    | 1 match             | -                 | -                    | 1 match            |

Dernière mise à jour le 27 février 2011